# Giuseppe Rinaldi
Giuseppe Rinaldi, anche noto come Peppino Rinaldi (Roma, 14 settembre 1919 – Roma, 15 dicembre 2007), è stato un attore, doppiatore e direttore del doppiaggio italiano.

## Biografia
Si avvicinò al mondo del cinema quando, mentre frequentava l'università, esordì casualmente come comparsa a Cinecittà. Appena ventenne, nel 1939, debuttò quindi come attore cinematografico, tuttavia nei suoi primi ruoli venne spesso doppiato. Rinaldi motivò poi questo fatto in un'intervista: all'inizio della sua attività, lui stesso ebbe a rendersi conto di come la sua dizione e le sue capacità recitative non fossero ancora sufficienti. 
Riconosciuti i propri limiti, prese a studiare in maniera più approfondita e recitò a teatro, lavorando, fra gli altri, con Giorgio Strehler, crescendo professionalmente e artisticamente in modo tale da poter praticare anche il doppiaggio, finendo poi per dedicare la sua vita soprattutto a questo settore, lavorando prima per la celebre società C.D.C. e in seguito per il Gruppo Trenta. 
Considerato uno dei più grandi doppiatori italiani di tutti i tempi, doppiò numerosi attori, fra cui Marlon Brando, Rock Hudson, Jack Lemmon, Paul Newman, Peter Sellers, Van Johnson, Frank Sinatra, Glenn Ford, Richard Burton, Burt Lancaster, Charles Bronson, Kirk Douglas, Dirk Bogarde, Jeffrey Hunter, Max von Sydow, James Dean e Yves Montand. Prestò la voce anche ad attori italiani: tra gli altri Renato Salvatori, Antonio Cifariello, Franco Fabrizi e Mario Merola nei suoi primi ruoli.
Nel 1983 co-diresse e interpretò, con Monica Vitti, un film televisivo, La fuggiDiva, andato in onda su Rai 3 per la serie Che fai... ridi?: in esso, con uno stile da finto documentario, Rinaldi vestiva i panni di un intervistatore intento a ricostruire la vita dell'attrice.
Attivo fino al 1997, morì a Roma il 15 dicembre 2007, all'età di 88 anni, dopo una lunga malattia.

## Vita privata
Si sposò due volte: la prima volta con l'attrice Marina Dolfin, figlia del soprano Toti Dal Monte e del tenore Enzo De Muro Lomanto, da cui ha avuto due figli: Massimo e Antonella. La seconda volta con l'attrice Maria Pia Casilio, da cui ha avuto la figlia Francesca. Tutti e tre i suoi figli sono attori e doppiatori.

## Filmografia

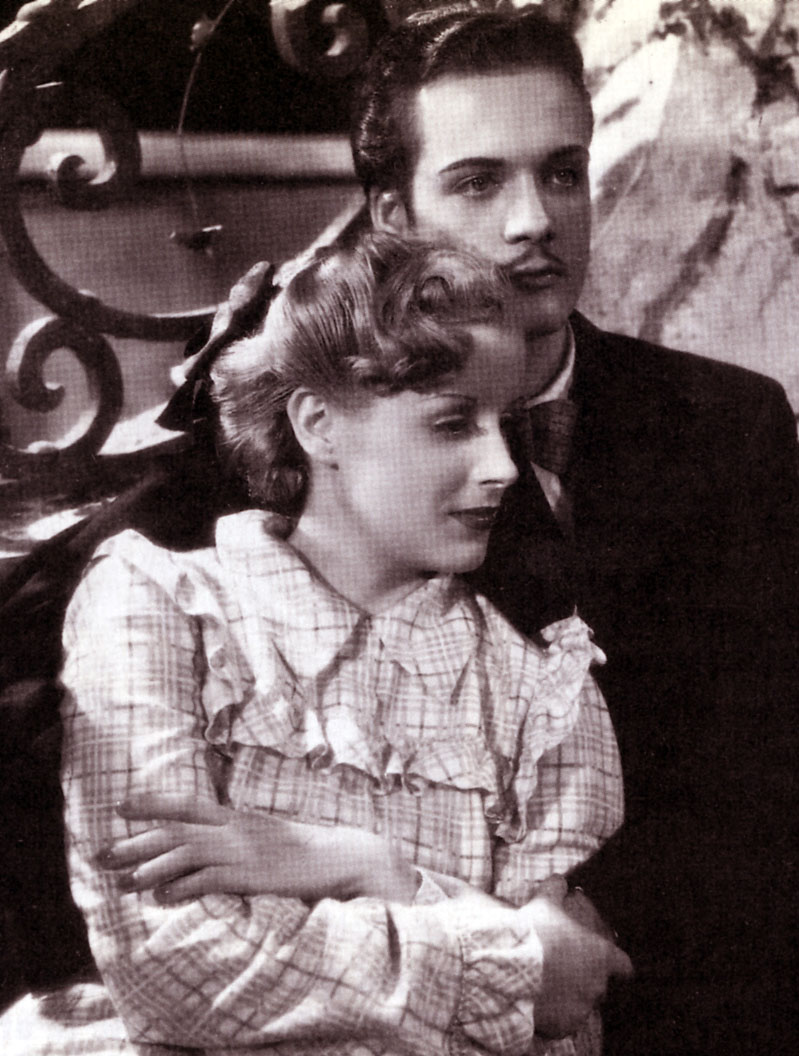
María Mercader e Rinaldi in Il prigioniero di Santa Cruz (1941) di Carlo Ludovico Bragaglia

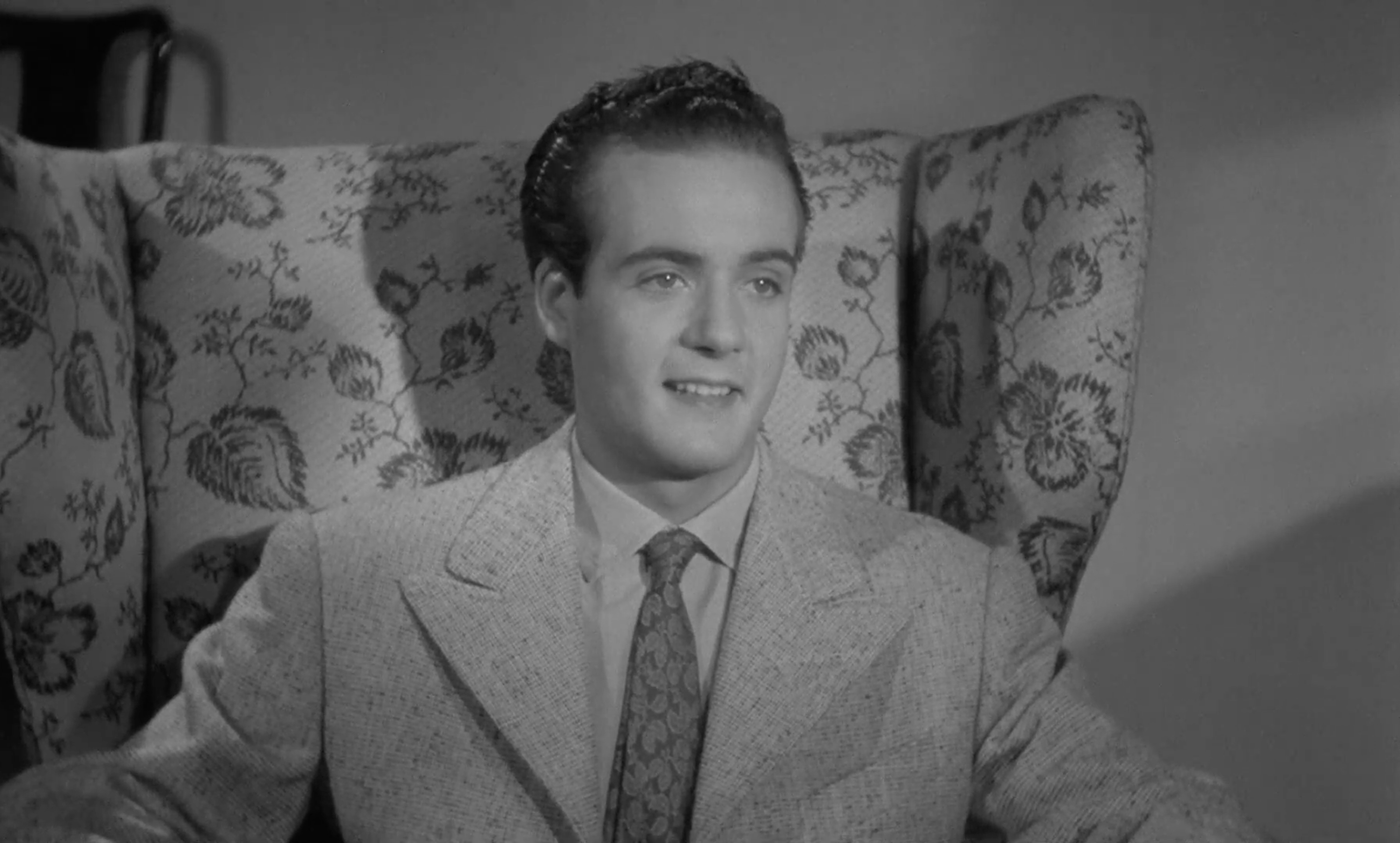
Rinaldi in La bocca sulla strada (1941) di Roberto Roberti

- I grandi magazzini, regia di Mario Camerini (1939)
- Batticuore, regia di Mario Camerini (1939)
- La notte delle beffe, regia di Carlo Campogalliani (1939)
- Dopo divorzieremo, regia di Nunzio Malasomma (1940)
- La prima donna che passa, regia di Max Neufeld (1940)
- Cuori nella tormenta, regia di Carlo Campogalliani (1940)
- Il cavaliere di Kruja, regia di Carlo Campogalliani (1940)
- Il prigioniero di Santa Cruz, regia di Carlo Ludovico Bragaglia (1941)
- La bocca sulla strada, regia di Roberto Roberti (1941)
- Turbamento, regia di Guido Brignone (1942)
- Oro nero, regia di Enrico Guazzoni (1942)
- Addio, amore!, regia di Gianni Franciolini (1942)
- Musica proibita, regia di Carlo Campogalliani (1943)
- Il ratto delle Sabine, regia di Mario Bonnard (1945)
- L'elisir d'amore, regia di Mario Costa (1946)
- Sangue a Ca' Foscari, regia di Max Calandri (1947)
- L'amante del male, regia di Roberto Bianchi Montero (1947)
- Emigrantes, regia di Aldo Fabrizi (1948)
- Taxi di notte, regia di Carmine Gallone (1950)
- Le castagne sono buone, regia di Pietro Germi (1970)
- La fuggiDiva, regia di Monica Vitti e Peppino Rinaldi – film TV (1983)

### Prosa televisiva Rai
- L'assassino, regia di Giancarlo Galassi Beria, trasmesso il 5 novembre 1955.[4]

## Teatro
- La casa nuova di Carlo Goldoni, regia di Carlo Lodovici, con Cesco Ferro e Cesarina Gheraldi. Teatro La Fenice di Venezia (1951)[5]
- La vedova scaltra di Carlo Goldoni, regia di Giorgio Strehler, con Laura Adani e Marina Dolfin. Teatro La Fenice di Venezia (1953)[6][7]

## Radio
- Aria di provincia, regia di Umberto Benedetto (1957)

## Doppiaggio

### Cinema
- Jack Lemmon in La ragazza del secolo, Oggi sposi: sentite condoglianze, Phffft... e l'amore si sgonfia, Prigioniero della seconda strada, Prima pagina, Un provinciale a New York, Salvate la tigre, Scusa, me lo presti tuo marito?, Sindrome cinese, Off Limits - Proibito ai militari, Una strega in paradiso, La strana coppia, Sento che mi sta succedendo qualcosa, Sotto l'albero yum yum, L'affittacamere, I giorni del vino e delle rose, Come uccidere vostra moglie, Maccheroni, Non per soldi... ma per denaro, A qualcuno piace caldo, Airport '77, L'appartamento, La nave più scassata... dell'esercito, Attenti alle vedove, Tribute - Serata d'onore, Buddy Buddy, Che cosa è successo tra mio padre e tua madre?, Cowboy, Fuoco nella stiva, La grande corsa, Irma la dolce, Mia moglie preferisce suo marito, Luv vuol dire amore?, Così è la vita, Missing - Scomparso, Ricomincio da povero, Dad - Papà, Americani, America oggi, Due irresistibili brontoloni, Storie d'amore, That's Amore - Due improbabili seduttori

- Paul Newman in Lassù qualcuno mi ama, Supplizio, Quando l'amore è romanzo, Quattro donne aspettano, La lunga estate calda, Furia selvaggia, La gatta sul tetto che scotta, Missili in giardino, I segreti di Filadelfia, Dalla terrazza, Exodus, Lo spaccone, La dolce ala della giovinezza, Paris Blues, Hud il selvaggio, Il mio amore con Samantha, Intrigo a Stoccolma, La signora e i suoi mariti, L'oltraggio, Lady L, Detective's Story, Il sipario strappato, Hombre, Guerra, amore e fuga, Indianapolis pista infernale, Un uomo oggi, Per una manciata di soldi, L'agente speciale Mackintosh, La stangata, L'inferno di cristallo, Detective Harper: acqua alla gola, Colpo secco, Bronx 41º distretto di polizia, Diritto di cronaca, Harry & Son, Il colore dei soldi, L'ombra di mille soli, Scandalo Blaze, Mister Hula Hoop, La vita a modo mio

- Rock Hudson in Torna a settembre, Non mandarmi fiori!, L'occhio caldo del cielo, Una ragazza da sedurre, Il ribelle d'Irlanda, Secondo amore, La spada di Damasco, Lo sport preferito dall'uomo, Magnifica ossessione, Tobruk, Il letto racconta..., Il trapezio della vita, La veglia delle aquile, Il suo onore gridava vendetta, Il capitano dei mari del sud, Addio alle armi, La mia terra, Il capitalista, Casa da gioco, Operazione diabolica, Come le foglie al vento, Dan il terribile, Il figlio di Kociss, I fucilieri del Bengala, Inno di battaglia, Là dove scende il fiume, Come prima, meglio di prima, L'angelo scarlatto, Amore, ritorna!, Embryo, La strada a spirale, ...E dopo le uccido, Il comandante del Flying Moon

- Van Johnson in L'ingenua maliziosa, L'ultima volta che vidi Parigi, Il terrore delle Montagne Rocciose, Suprema decisione, La sposa ribelle, I valorosi, Perfido invito, Missione segreta, Il mio amico Kelly, Luna senza miele, L'isola sulla montagna, Gli avventurieri di Plymouth, 23 passi dal delitto, L'ammutinamento del Caine, Bastogne, La fine dell'avventura, La cavalcata del terrore, La duchessa dell'Idaho, Allo sbaraglio, Due ragazze e un marinaio, Esecuzione in massa, Fatta per amare, Brigadoon, La battaglia d'Inghilterra, Fra due donne, Joe il pilota, Sposarsi è facile, ma..., Il bandito dell'Epiro, I professori non mangiano bistecche, La sbornia di David

- Marlon Brando in Il mio corpo ti appartiene, Sayonara, I giovani leoni, Pelle di serpente, Missione in Oriente - Il brutto americano, I due volti della vendetta, I due seduttori, I morituri, La caccia, Viva Zapata! (ridoppiaggio), A sud-ovest di Sonora, La contessa di Hong Kong, Candy e il suo pazzo mondo, La notte del giorno dopo, Queimada, Improvvisamente, un uomo nella notte, Il padrino, Ultimo tango a Parigi, Missouri, Superman, La formula, Un'arida stagione bianca, Il boss e la matricola, L'isola perduta, Il coraggioso

- Peter Sellers in Lolita, Il braccio sbagliato della legge, Lassù qualcuno mi attende, La Pantera Rosa, Il dottor Stranamore - Ovvero: come ho imparato a non preoccuparmi e ad amare la bomba (Capitano Lionel Mandrake), La vita privata di Henry Orient, Uno sparo nel buio, Ciao Pussycat, La cassa sbagliata , Caccia alla volpe, James Bond 007 - Casino Royale, Sette volte donna, Hollywood Party, O ti spogli o ti denuncio, Dimmi, dove ti fa male?, Soffici letti, dure battaglie, La Pantera Rosa colpisce ancora, La Pantera Rosa sfida l'ispettore Clouseau, Il prigioniero di Zenda, Oltre il giardino, Il diabolico complotto del dottor Fu Manchu, Sulle orme della Pantera Rosa

- Frank Sinatra in Il bacio del bandito, Pal Joey, Il jolly è impazzito, Cenere sotto il sole, Qualcuno verrà, Sacro e profano, Colpo grosso, Tu sei il mio destino (ridoppiaggio TV 1984), Il diavolo alle 4, Va' e uccidi, I 4 del Texas, Colpo su colpo, L'investigatore, La signora nel cemento, Delitti inutili, Inchiesta pericolosa, Alle donne ci penso io, Un uomo da vendere, Tre contro tutti

- Richard Burton in I topi del deserto, Alessandro il Grande, Vittoria amara, La sposa del mare, I giovani arrabbiati, Cleopatra, Becket e il suo re, La spia che venne dal freddo, Il dottor Faustus, La bisbetica domata, Quei due, Barbablù, Rappresaglia, Il tocco della medusa, I 4 dell'Oca selvaggia, Il viaggio, L'esorcista II - L'eretico, Equus
- Jeffrey Hunter in Il giorno più lungo, Il re dei re, Le rane del mare, Le sette città d'oro, Un urlo nella notte, La vera storia di Jess il bandito, La vergine della valle, Conta fino a cinque e muori, I dannati e gli eroi, La principessa del Nilo, Primo peccato, Prigionieri della palude, Una pistola per un vile, In amore e in guerra, Il cerchio della vendetta, Ragazze alla finestra, Marinai del re, Il prigioniero di Guam

- Glenn Ford in Gazebo, Angeli con la pistola, Cimarron, I quattro cavalieri dell'Apocalisse, Gli indomabili dell'Arizona, Sfida oltre il fiume rosso, Assalto finale, La legge del più forte, Inferno sul fondo, Il falso generale, Cominciò con un bacio, Una fidanzata per papà, Tre donne per uno scapolo, Operazione terrore, Il granduca e mister Pimm, Desperados (ridoppiaggio)

- Yves Montand in Facciamo l'amore, Il grande peccato, Vagone letto per assassini, Z - L'orgia del potere, I senza nome, La confessione, L'amica delle 5 ½, Mania di grandezza, Crepa padrone, tutto va bene, Un battito d'ali dopo la strage, Police Python 357, Chiaro di donna, Codice d'onore
- Renato Salvatori in Poveri ma belli, Belle ma povere, Poveri milionari, Jolanda, la figlia del Corsaro Nero, I tre corsari, Classe di ferro, Marisa la civetta, Promesse di marinaio, La nonna Sabella, Io, mammeta e tu, Policarpo, ufficiale di scrittura, Extraconiugale, Uomini si nasce poliziotti si muore
- Jacques Sernas in Gioventù perduta, Il cielo è rosso, Cuori sul mare, Camicie rosse (Anita Garibaldi), Amarti è il mio peccato (Suor Celeste), Altair, La Venere di Cheronea, La prima notte, Maciste contro il vampiro, Elena di Troia, Dieci canzoni d'amore da salvare, Cento anni d'amore

- Dirk Bogarde in Colpo di mano a Creta, La dinastia del petrolio, Il vento non sa leggere, Verso la città del terrore, Estasi, Ombre sul palcoscenico, Il servo, Il portiere di notte, Il giardiniere spagnolo, Modesty Blaise - La bellissima che uccide, La sposa bella
- Kirk Douglas in Per soldi o per amore, Sette giorni a maggio, Combattenti della notte, La fratellanza, Per amore ho catturato una spia russa, La via del West, Prima vittoria, Carovana di fuoco, Un uomo da rispettare, Holocaust 2000, Jim l'irresistibile detective
- Rod Taylor in Tavole separate, Buio oltre il sole, Le ultime 36 ore, L'albero della vita, Una domenica a New York, Gli uccelli, Pranzo di nozze, La regina delle Amazzoni, International Hotel, Il magnifico irlandese, La mia spia di mezzanotte
- Max von Sydow in Alle soglie della vita, Il volto, La fontana della vergine, Come in uno specchio, La più grande storia mai raccontata, I tre giorni del Condor, Obiettivo "Brass", La morte in diretta, Dune, Pelle alla conquista del mondo, Un bacio prima di morire

- Louis Jourdan in Tre soldi nella fontana, Il cigno, Donne in cerca d'amore, Gigi, Madame Bovary, Salva la tua vita!, Can-Can, La sposa troppo bella, La ragazza made in Paris, L'amante italiana
- Burt Lancaster in Joe Bass l'implacabile, Airport, Azione esecutiva, Mosè (versione ridotta del 1976), Novecento, Cassandra Crossing, Zulu Dawn, Due tipi incorreggibili, Branco selvaggio, Il giorno prima
- Philippe Leroy in Senilità, Amore in 4 dimensioni, Sette uomini d'oro, Il grande colpo dei 7 uomini d'oro, L'occhio selvaggio, Ettore lo fusto, Il soldato di ventura, La tigre è ancora viva: Sandokan alla riscossa!

- Rory Calhoun in Sangue sul fiume, Come sposare un milionario, I desperados della frontiera, Gli sciacalli, Non è peccato, Il marchio del bruto, La vendetta del tenente Brown, Il colosso di Rodi, Il gioco delle spie
- Antonio Cifariello in Noi siamo le colonne, Souvenir d'Italie, La mina, L'amore nasce a Roma, Le bellissime gambe di Sabrina, Uomini e nobiluomini, Brevi amori a Palma di Majorca, I masnadieri, I figli del capitano Grant
- Edmund Purdom in Il principe studente, Sinuhe l'egiziano, Athena e le 7 sorelle, Il figliuol prodigo, L'ora del delitto, L'ammutinamento, Una Rolls-Royce gialla, Giurò... e li uccise ad uno ad uno... Piluk il timido, Killer contro killers
- Voce narrante in La carovana dell'alleluia, L'incredibile avventura, Un milione di anni fa, Ultime grida dalla savana, Perri, Francesco d'Assisi, Inghilterra nuda, Quando i dinosauri si mordevano la coda, Eccezzziunale... veramente

- Charles Bronson in C'era una volta il West, L'uomo venuto dalla pioggia, Joe Valachi - I segreti di Cosa Nostra, L'assassino di pietra, Valdez il mezzosangue, Sfida a White Buffalo, L'uomo del confine, Il giustiziere della notte
- Ricardo Montalbán in Amanti latini, La matadora, Mercanti di uomini, Il mio uomo, Ricatto a tre giurati, Sombrero, Dominique, Sweet Charity - Una ragazza che voleva essere amata
- Maurice Ronet in I sette peccati capitali, Casa Ricordi, Casta Diva, Ascensore per il patibolo, Delitto in pieno sole, Il peccato degli anni verdi, La piscina, Oh, mia bella matrigna
- Omar Sharif in Il dottor Živago, C'era una volta, Funny Girl, Mayerling, L'oro di Mackenna, Gli scassinatori, Viaggio d'amore, La virtù sdraiata
- Rod Steiger in L'uomo del banco dei pegni, Non si maltrattano così le signore, L'uomo illustrato, Waterloo, Lucky Luciano, Il giorno più lungo di Scotland Yard, Gli innocenti dalle mani sporche, Jack London Story

- Montgomery Clift in Improvvisamente, l'estate scorsa, Il fiume rosso, Gli spostati, Non desiderare la donna d'altri, Fango sulle stelle, L'affare Goshenko, Freud - Passioni segrete
- Gene Kelly in La croce di Lorena, I lupi mannari, Il siluro della morte, È sempre bel tempo, ...e l'uomo creò Satana, Vertigine, Hollywood... Hollywood
- Don Taylor in L'imboscata, Più forte dell'amore, Destinazione Mongolia, Stalag 17, Bolide rosso, Piangerò domani, I fuorilegge della valle solitaria

- John Agar in I cavalieri del Nord Ovest, Iwo Jima, deserto di fuoco, Il colpevole è fra noi, La vendetta del mostro, Assalto dallo spazio, Esecuzione al tramonto
- Yul Brynner in Salomone e la regina di Saba, I magnifici sette, Il ritorno dei magnifici sette, Taras il magnifico, Con la rabbia agli occhi, Ancora una volta con sentimento
- Franco Fabrizi in Un maledetto imbroglio, Costa Azzurra, Le sorprese dell'amore, I sicari di Hitler, Il relitto, Il sentiero dei disperati
- Laurence Harvey in Tre uomini in barca, La strada dei quartieri alti, La battaglia di Alamo, Venere in visone, Anime sporche, La spia dal naso freddo
- Brian Keith in Al centro dell'uragano, La tortura della freccia, Il cow-boy col velo da sposa, Un tipo lunatico, Tigre in agguato, I cacciatori del lago d'argento
- Jean Marais in I parenti terribili, Ponzio Pilato, Fantomas minaccia il mondo[8], Fantomas contro Scotland Yard[8], Il Santo prende la mira, Agli ordini del re
- Gene Nelson in Barriera invisibile, Tè per due, Femmine bionde, Il collegio si diverte, Virginia, dieci in amore, Tre americani a Parigi
- George Peppard in L'uomo che non sapeva amare, La caduta delle aquile, Due stelle nella polvere, Facce per l'inferno, L'ultima odissea, Contro 4 bandiere
- Maximilian Schell in Vincitori e vinti, Chiamata per il morto, Sinfonia di guerra, Krakatoa, est di Giava, La croce di ferro, Simon Bolivar
- Richard Todd in Paura in palcoscenico, Robin Hood e i compagni della foresta, Il favorito della grande regina, Operazione Normandia, Acqua alla gola, Entrate senza bussare

Rinaldi in sala di doppiaggio

- John Ericson in Rapsodia, Giorno maledetto, Fuoco verde, La rosa gialla del Texas, Teresa
- Alec Guinness in Grandi speranze, Ponte di comando, Lawrence d'Arabia, Gli ultimi 10 giorni di Hitler, Il piccolo Lord
- Charlton Heston in Il dominatore, Sierra Charriba, Il tormento e l'estasi, Khartoum, Salvate il Gray Lady
- William Holden in Sabrina, Soldati a cavallo, Alvarez Kelly, La feccia, Il bambino e il grande cacciatore
- Richard Long in Lo straniero, Io e l'uovo, Doppio gioco, Desiderio di donna, Le giubbe rosse del Saskatchewan
- Guy Madison in I lancieri del deserto, 5 contro il casinò, L'ultima frontiera, Rappresaglia, La frusta dell'amazzone
- Mario Merola in Sgarro alla camorra, L'ultimo guappo, Napoli... serenata calibro 9, Il mammasantissima, Da Corleone a Brooklyn
- Roger Moore in Diana la cortigiana, Oltre il destino, Vento di tempesta, Il ratto delle Sabine, Gli esecutori
- Steve Reeves in La battaglia di Maratona, Morgan il pirata, Il ladro di Bagdad, La leggenda di Enea, I pirati della Malesia

- Richard Beymer in West Side Story, Le avventure di un giovane, Il giorno più lungo, In due è un'altra cosa
- Michael Caine in Alfie, Funerale a Berlino, E venne la notte, Il cervello da un miliardo di dollari
- Steve Forrest in Solo per te ho vissuto, Senza scampo, Il dubbio dell'anima, Stella di fuoco
- Farley Granger in La porta dell'inferno, Il favoloso Andersen, Storia di tre amori, Amore provinciale
- Harry Guardino in I cinque penny, L'inferno è per gli eroi, Furia e passione, Il mosaico del crimine
- Mario Lanza in Il bacio di mezzanotte, Il grande Caruso, Serenata, Da quando sei mia
- Peter Lawford in Accadde a Brooklyn, Fra le tue braccia, Su di un'isola con te, Credimi
- William Lundigan in Ho paura di lui, Le memorie di un dongiovanni, Fuga d'amore, Inferno
- Dean Martin in Baciami, stupido, Chi era quella signora?, Missione compiuta stop. Bacioni Matt Helm, Astronauti per forza
- Peter O'Toole in L'ultimo imperatore, High Spirits - Fantasmi da legare, Sua maestà viene da Las Vegas, Favole
- Gregory Peck in Arabesque, Il solitario di Rio Grande, L'oca selvaggia colpisce ancora, I soldi degli altri
- Raymond Pellegrin in Camorra, Piedone lo sbirro, Paura in città, Italia a mano armata
- Massimo Serato in Domenica d'agosto, Il colosso di Roma, La Venere dei pirati, Il magistrato
- Henry Silva in 5 per la gloria, Quella carogna dell'ispettore Sterling, Quelli che contano, Napoli spara!
- Donald Sinden in Mogambo, Quattro in medicina, Simba, Sopra di noi il mare
- John Sutton in L'usurpatore, Follie di New York, Il conte di Essex, Il corsaro
- Stuart Whitman in Commandos, L'urlo e la furia, Il re della prateria, Rio Conchos, Il verdetto della paura
- Gig Young in L'avamposto degli uomini perduti, Tu sei il mio destino, 10 in amore, Ore disperate

- Maurizio Arena in Un giglio infranto, Marinai, donne e guai, Amore e guai...
- Richard Basehart in 14ª ora, Titanic, Il fronte del silenzio
- Alan Bates in Zorba il greco, Via dalla pazza folla, Amleto
- James Coburn in Alle donne piace ladro, Giù la testa, Il professionista
- Mike Connors in So che mi ucciderai, Quando l'amore se n'è andato, Jean Harlow, la donna che non sapeva amare
- Robert Cummings in La mia geisha, Delitto senza peccato, La rosa del sud
- James Dean in Gioventù bruciata, La valle dell'Eden, Il gigante
- Peter Finch in Frenesia del piacere, Il volo della fenice, La tenda rossa
- James Garner in Quel certo non so che, L'ora delle pistole, Quelle due
- Alan Ladd in Il dominatore del mare, Imputazione omicidio, La pelle degli eroi
- Jack Lord in Contrabbando sul Mediterraneo, Il piccolo campo, Agente 007 - Licenza di uccidere
- Kerwin Mathews in Il 7º viaggio di Sinbad, I viaggi di Gulliver, The Viscount - Furto alla banca mondiale
- Alex Nicol in Addio signora Leslie, Aquile nell'infinito, L'alba del gran giorno
- Philippe Noiret in Che la festa cominci..., Due pezzi di pane, Il giovane Toscanini
- Christopher Plummer in Tutti insieme appassionatamente, Assassinio su commissione, Scontri stellari oltre la terza dimensione
- Sidney Poitier in Il segno del falco, La vita corre sul filo, Un grappolo di sole
- Jason Robards in Tutti gli uomini del presidente, Qualcosa di sinistro sta per accadere, Quella notte inventarono lo spogliarello
- Enrico Maria Salerno in La tratta delle bianche, Era notte a Roma, La notte dell'ultimo giorno
- David Tomlinson in La Primula Smith, Mary Poppins, Pomi d'ottone e manici di scopa
- Tom Tryon in I violenti, L'ora scarlatta, Il cardinale
- Richard Webb in La croce di diamanti, Perdono, La notte ha mille occhi
- Richard Widmark in Il grande sentiero, Cavalcarono insieme, Stato d'allarme
- Efrem Zimbalist Jr. in La banda degli angeli, Furia d'amare, Il cielo è affollato

- Alain Delon in Delitto in pieno sole (solo in una scena), Il Tulipano Nero
- Albert Finney in Tom Jones, Assassinio sull'Orient Express
- Clint Eastwood in Le streghe, Una 44 Magnum per l'ispettore Callaghan
- Donald Sutherland in La notte dell'aquila, Un uomo, una donna e una banca
- John Dall in Nodo alla gola, Il grano è verde
- Jim Davis in Il grande agguato, L'orda selvaggia
- Vince Edwards in Assassinio per contratto, Rapina a mano armata
- Ben Gazzara in Anatomia di un omicidio, La ragazza di Trieste
- Henry Fonda in A prova di errore, Il grande attacco
- Arthur Franz in Squali d'acciaio, Tre segreti
- John Gavin in Spartacus, Psyco
- Paul Guers in Totò a Parigi, Amore mio
- Craig Hill in Lo scudo dei Falworth, Per il gusto di uccidere
- Robert Hossein in Angelica, Nell'anno del Signore
- Tab Hunter in La ragazza che ho lasciato, Cordura
- Robert Hutton in Il colosso di New York, Il Cenerentolo
- Richard Johnson in Gott mit uns (Dio è con noi), Le avventure e gli amori di Moll Flanders
- John Lupton in Le 22 spie dell'Unione, Tre vengono per uccidere
- Steve McQueen in La grande fuga, Il cacciatore di taglie
- Tomas Milian in Le soldatesse, King David
- Ray Milland in Le frontiere dell'odio, L'uomo dagli occhi a raggi X
- James Millican in Mezzogiorno di fuoco, La storia del dottor Wassell
- John Mills in Addio, Mr. Chips!, Il giardino di gesso
- Cameron Mitchell in La straniera
- Audie Murphy in Al di là del fiume, La storia di Tom Destry
- Don Murray in Il fronte della violenza, Tempesta su Washington
- Larry Parks in Contrattacco, I rinnegati
- Lee Philips in I peccatori di Peyton, Nel mezzo della notte
- Tommy Rall in Sette spose per sette fratelli, Mia sorella Evelina
- George Reeves in Via col vento, Squilli al tramonto
- Fernando Rey in Miele di donna, Casta e pura
- John Saxon in Il grande pescatore, Gli inesorabili
- George Segal in Invito ad una sparatoria, La nave dei folli
- Eli Wallach in Il grande inganno, Squadra antimafia
- Robert Taylor in Forzate il blocco, L'ultimo treno da Vienna
- Russell Wade in La jena, Romanzo del West
- Robert Webber in La parola ai giurati, La banda dei tre stati
- Cornel Wilde in Una pallottola per Roy, Ginevra e il cavaliere di re Artù
- Guy Williams in La sfida di Zorro, La rivincita di Zorro
- Terence Hill in Little Rita nel West, Le meraviglie di Aladino
- Angelo Infanti in Il Corsaro Nero, Poliziotto sprint
- Tiberio Mitri in Era lei che lo voleva!, Guardia, guardia scelta, brigadiere e maresciallo
- John Cassavetes in Delitto nella strada, Rosemary's Baby - Nastro rosso a New York
- Tony Curtis in Missione suicidio, La cintura di castità
- Peter Baldwin in Un amore a Roma, La donna del lago
- Jacques Berthier in Il vecchio testamento, Frou Frou del tabarin
- Voce di Gesù in Marcellino pane e vino, Don Camillo
- Joss Ackland in Il siciliano
- Mario Adorf in Vado a riprendermi il gatto
- Eddie Albert in La casa da tè alla luna d'agosto
- Robert Alda in Rapsodia in blu
- Richard Allan in Niagara
- Herbert Anderson in L'uomo questo dominatore
- Richard Anderson in Orizzonti di gloria
- Tony Anthony in Blindman
- Louis Armstrong in Due cuori in cielo
- James Arness in In nome di Dio
- Richard Attenborough in Miracolo nella 34ª strada
- Jean-Pierre Aumont in Effetto notte
- Stanley Baker in Zulu
- Lex Barker in Scialuppe a mare
- Gene Barry in La maschera di porpora
- Hal Baylor in Il sole splende alto
- Stephen Bekassy in Operazione mistero
- Thommy Berggren in Elvira Madigan
- Turhan Bey in Alì Babà e i 40 ladroni
- Gérard Blain in Il gobbo, L'oro di Roma
- Nicky Blair in Lucy Gallant
- Ernest Borgnine in Barabba
- Dieter Borsche in Tempo di vivere
- Henry Brandon in I pirati della Croce del Sud
- Phil Brown in I gangsters
- John Bryant in Noi due sconosciuti
- Horst Buchholz in La noia
- James Caan in 7 volontari dal Texas, Funny Lady
- Sid Caesar in Questo pazzo, pazzo, pazzo, pazzo mondo
- James Cagney in Eravamo sette fratelli
- José Calvo in 2 mafiosi contro Al Capone
- William Campbell in Fratelli rivali
- Harry Carey Jr. in La nave matta di Mister Roberts
- Philip Carey in Non sparare, baciami!
- Anthony Caruso in La dalia azzurra
- Wally Cassell in La furia umana
- James Chandler in L'attrice
- Sydney Chaplin in La regina delle piramidi
- Germán Cobos in Lola Colt - Faccia a faccia con El Diablo
- Coluche in Scemo di guerra
- Sheridan Comerate in Quel treno per Yuma
- Chuck Connors in Giungla umana
- Charles Cooper in Il ladro
- Michael Craig in Vaghe stelle dell'Orsa...
- Bruno Cremer in Parigi brucia?
- Richard Crenna in Quelli della San Pablo
- Luis Dávila in L'uomo del colpo perfetto
- Vinnie Decarlo in Il colosso d'argilla
- Jacques Dacqmine in A doppia mandata
- Jacques d'Amboise in Sette spose per sette fratelli
- John Derek in Le avventure di Hajji Babà
- Anthony Dexter in Millie
- Brad Dexter in L'avventuriero di Macao
- Luis Miguel Dominguín ne Il giro del mondo in 80 giorni
- Troy Donahue in Vento caldo
- Robert Douglas in Ivanhoe
- James Drury in Il segreto di Pollyanna
- George Ehmig in Bandiera gialla
- Giani Esposito in I miserabili
- Douglas Fairbanks Jr. in Piccolo Cesare
- Robert Flemyng in L'uomo che non è mai esistito
- Scott Forbes in Lo squalo tonante
- John Forsythe in L'assedio delle sette frecce
- Anthony Franciosa in Questa notte o mai
- Joachim Fuchsberger in 100 ragazze per un playboy
- Michael Gambon in L'impero del crimine
- Richard Garland in Il diario di un condannato
- John Gielgud in Providence
- Marius Goring in L'ispettore
- Harold Gould in Killer - Diario di un assassino
- Richard Graham in Terra nera
- Cary Grant in Cammina, non correre
- Peter Graves in L'ultimo bazooka tuona
- Fred Gwynne in Mio cugino Vincenzo
- Don Haggerty in Il marmittone
- Jon Hall in I filibustieri dei mari del sud
- Neil Hamilton in Tarzan l'uomo scimmia
- Richard Harris in Caprice - La cenere che scotta
- John Harwey in La fidanzata di tutti
- Hurd Hatfield in Giovanna d'Arco
- Al Hedison in Duello nell'Atlantico
- Robert Hirsch in Notre-Dame de Paris
- Skip Homeier in La legge del fucile
- Anthony Hopkins in Il leone d'inverno
- Leslie Howard in Intermezzo
- John Hubbard in Passione ardente
- Richard Hylton in Okinawa
- Richard Jaeckel in Romantico avventuriero
- David Janssen in L'uomo venuto dal Kremlino
- Lang Jeffries in ...4..3..2..1...morte
- Johnnie Johnston in Signorine, non guardate i marinai
- Curd Jürgens in Lord Jim
- Andrew Keir in Rob Roy
- John Kellogg in La città è salva
- Arthur Kennedy in Rancho Notorious
- Max Kerlow in Viva San Isidro!
- Richard Kiley in Luci sull'asfalto
- Jarl Kulle in L'occhio del diavolo
- Martin Landau in Tucker - Un uomo e il suo sogno
- Harold Landon in La vita è meravigliosa
- Gérard Landry in Gli amanti di Toledo
- Keith Larsen in Wichita
- Frank Latimore in Il filo del rasoio
- Wesley Lau in Non voglio morire
- Marc Lawrence in Cane e gatto
- Christopher Lee in La furia dei Baskerville
- Mark Lenard in Star Trek III - Alla ricerca di Spock
- Al Lettieri in Vai gorilla
- Robert Loggia in L'onore dei Prizzi
- Frank Lovejoy in Io non sono una spia
- John Lund in Una sposa per due
- Gordon MacRae in Oklahoma!
- Jock Mahoney in Una storia del West
- Hugh Marlowe in Mondo senza fine
- Christian Marquand in ...e venne il giorno della vendetta
- Jean Martin in La battaglia di Algeri
- James Mason in Gente di rispetto
- Charles Maxwell in L'ultimo agguato
- Christopher McDonald in Una fortuna sfacciata
- Ralph Meeker in Lo sperone nudo
- Luc Merenda in Gli amici di Nick Hezard
- George Mikell in I predoni del Sahara
- Robert Mitchum in El Dorado
- Jean-Pierre Mocky in Graziella
- Kieron Moore in David e Betsabea
- Harry Morgan in La baia del tuono
- Terence Morgan in Le avventure del capitano Hornblower, il temerario
- Paul Muni in La buona terra
- Peter Myers in Come sposare una figlia
- Richard Ney in Sepolto vivo
- Shaun Noble in Narciso nero
- Hugh O'Brian in Il traditore di Forte Alamo
- Dan O'Herlihy in Lo specchio della vita
- Eiji Okada in Hiroshima mon amour
- Laurence Olivier in I lunghi giorni delle aquile
- Milo O'Shea in Barbarella
- Ivo Pajer in David e Golia
- Jack Palance in L'urlo dei giganti
- John Payne in Su di un'isola con te
- James Philbrook in I selvaggi della prateria
- William Phipps in Odio implacabile
- Ben Piazza in L'albero degli impiccati
- Michel Piccoli in La calda preda
- Paul Picerni in I cavalieri di Allah
- Channing Pollock in Rocambole
- Tyrone Power in Testimone d'accusa
- William Prince in Cirano di Bergerac
- John Raitt in Il giuoco del pigiama
- John Randolph in Serpico
- Gamil Ratib in Trapezio
- Johnny Ray in Follie dell'anno
- Rodric Redwing in L'isola di corallo
- William Reynolds in Le avventure di mister Cory
- Paul Richards in Criminale di turno
- Ian Richardson in Rosencrantz e Guildenstern sono morti
- John Richardson in La maschera del demonio
- Mark Richman in Orchidea nera
- John Ridgely in Le tigri della Birmania
- Carlos Rivas in Il re ed io
- Pernell Roberts in L'albero della vendetta
- John Rodney in Falchi in picchiata
- Roy Rogers in La belva umana
- Jacques Roux in I cinque volti dell'assassino
- Robert Sacchi in Il detective con la faccia di Bogart
- Paul Scofield in Un uomo per tutte le stagioni
- George C. Scott in Hindenburg
- Alexander Scourby in Il re dei barbari
- Tonio Selwart in La bandiera sventola ancora
- Louis Serrano in Notorious - L'amante perduta
- Robert Shaw in La battaglia dei giganti
- Jon Shepodd in Prima linea
- Phil Silvers in Buonasera, signora Campbell
- Kurtwood Smith in Rotta verso l'ignoto
- Robert Stack in Assedio d'amore
- Lou Steele in Accadde in settembre
- Craig Stevens in Da quando te ne andasti
- Warren Stevens in La contessa scalza
- Michael Strong in Pietà per i giusti
- Barry Sullivan in Napoli violenta
- Akira Takarada in Godzilla
- Tetsurō Tamba in Agente 007 - Si vive solo due volte
- Carlos Thompson in Vento di passioni
- Marshall Thompson ne La palude maledetta
- George Tobias in Il sergente York
- Regis Toomey in Giubbe rosse
- Rip Torn in 38º parallelo: missione compiuta
- Bill Travers in Il grande amore di Elisabetta Barrett
- Ricardo Valle in Totò, Eva e il pennello proibito
- Lee Van Cleef in E continuavano a fregarsi il milione di dollari
- Peter van Eyck in Vite vendute
- John Van Eyssen in Dracula il vampiro
- Henri Vidal in Fabiola
- Robert Wagner in Giovani senza domani
- Red Buttons in Cinque settimane in pallone
- Ty Hardin in Bersaglio mobile
- David Wayne in Colline nude
- Dennis Weaver in I ponti di Toko-Ri
- Leslie Williams in L'ultimo urrà
- Oskar Werner in Jules e Jim
- Floyd 'Red Crow' Westerman in Jonathan degli orsi
- William Windom in Sommersby
- Shoji Yasui in L'arpa birmana
- Antonio Bardi in Africa sotto i mari
- Edy Biagetti in Totòtruffa '62
- Rossano Brazzi in Un colpo all'italiana
- Tino Buazzelli in Fantasmi a Roma
- Paolo Carlini in La baia di Napoli
- Fausto Cigliano in Guardia, ladro e cameriera
- Nino Dal Fabbro in La signora senza camelie
- Cesare Danova in L'uomo che capiva le donne
- Ruggero De Daninos in Don Camillo monsignore... ma non troppo
- Armando Francioli in Traviata '53
- Giuliano Gemma in Il prefetto di ferro
- Massimo Girotti in Erode il Grande
- Aldo Giuffré in Due mafiosi nel Far West
- Enrico Maisto in Napoli spara!
- Nino Manfredi in Torna a Napoli
- Luciano Marin in Il terrore dei barbari
- Marcello Mastroianni in Penne nere
- Pino Mauro in Onore e guapparia
- Dario Michaelis in L'ultima violenza
- Franco Migliacci in L'arte di arrangiarsi
- Gianni Musy in Chi è senza peccato...
- Carlo Pedersoli in alcune scene di Siluri umani
- Roberto Risso in La moglie è uguale per tutti
- Bartolomeo Rossetti in Terza liceo
- Franco Silva in Annibale
- Renato Speziali in Il ferroviere
- Alfredo Varelli in Nel segno di Roma
- Mario Vitale in Il prezzo dell'onore
- Voce del disco in Tempi moderni

### Animazione

Luigi Savini, Rinaldi, Fiorella Betti e Stefano Sibaldi in sala di doppiaggio

- Principe in Cenerentola (ed. del 1950)
- Gianni in Lilli e il vagabondo (ed. del 1955)
- Pongo in La carica dei cento e uno
- Principe Amat ne Le 13 fatiche di Ercolino
- Voce narrante in Winny-Puh l'orsetto goloso e Troppo vento per Winny-Puh
- Grande Principe della Foresta in Bambi (ed. del 1968)
- Signor Rossi ne I sogni del signor Rossi e Le vacanze del signor Rossi
- Dallben in Taron e la pentola magica
- Capitan Uncino ne Le avventure di Peter Pan (ed. del 1986)

### Serie televisive
- Alfredo Iglesias in La donna del mistero, Milagros
- Burt Lancaster in Marco Polo, I promessi sposi (1989)
- Bekim Fehmiu in Odissea
- Don Pascoe in Woobinda
- Jiro Sakagami in Samurai senza padrone
- James Arness in Alla conquista del west
- Philippe Leroy in Sandokan
- Klausjürgen Wussow in La clinica della Foresta Nera
- Robert Mitchum in Nord e Sud
- Francisco Rabal in Cristoforo Colombo
- Gustavo Rojo in Claudia, cuore senza amore
- Jolly Jumper in Lucky Luke
- Lautaro Murúa in Renzo e Lucia - Storia d'amore di un uomo d'onore
- Natalio Hoxman in Micaela
- Warren Frost ne I segreti di Twin Peaks

#### Programmi TV
- Signor Rossi e Nick Carter[9] in SuperGulp!

## Riconoscimenti
- Leggio d'oro
  - 1995 – Premio alla carriera[10]
- Gran Premio del Doppiaggio
  - 2007 – Premio alla carriera[1]

## Doppiatori italiani
- Giulio Panicali in Il prigioniero di Santa Cruz
- Stefano Sibaldi in La bocca sulla strada